# Michael Korda
Pour les articles homonymes, voir Korda.
Michael Korda, né le 8 octobre 1933 à Londres, est un écrivain britannique.

## Biographie
Fils de Vincent Korda, il a travaillé pour Simon & Schuster.